# Kiko Pomares
Francisco Pomares Ortega (San Juan de Alicante, Comunidad Valenciana, España, 21 de septiembre de 1998), conocido como Kiko, es un futbolista andorrano. Juega de defensa y su equipo es el C. D. Tarancón de la Tercera Federación. Es internacional absoluto por la selección de Andorra desde 2018.

## Selección nacional
Nació en España, de padre andorrano y madre española (Elche). Debutó con la selección de Andorra el 21 de marzo de 2018 contra Liechtenstein.

## Clubes
| Club                  | País   | Año           |
| --------------------- | ------ | ------------- |
| Elche Ilicitano C. F. | España | 2016-2020     |
| Hércules C. F. "B"    | España | 2020-2021     |
| Villajoyosa C. F.     | España | 2021-2022     |
| F. C. Jove Español    | España | 2022-2023     |
| Viveiro C. F.         | España | 2023          |
| C. D. Marchamalo      | España | 2023-2024     |
| C. D. Tarancón        | España | 2024-presente |